# リカバリースワップ
リカバリースワップ（英: recovery swap）、またはリカバリーロック（recovery lock）、クレジット・リカバリー・スワップ（credit recovery swap (CRS)）は、参照資産がデフォルトした際の回収率に着目するスワップ取引。参照資産に信用事由が発生した場合のみ支払いが発生し、リカバリースワップの売り手にとっては契約時点で信用事由による損失を契約上の回収率に応じた損失に限定できる。

## 背景
社債の信用リスクはデフォルト確率とデフォルトした際の回収率に分けることができ、たとえばクレジット・デフォルト・スワップ(CDS)の評価では2つとも考慮される。デフォルトした際の回収率は予め知ることができないが、投資適格債の場合は回収率の変動が少なく、業界ではCDSの評価にあたり一般的に回収率を40%としている。ただし、回収率は景気動向の影響を受け、景気が悪化した場合に回収率が低下する傾向にある。また、デフォルトリスクのより高い債券では損益が回収率に大きく影響されるため、回収率の変動リスクを排除する需要が生じる。このような需要に応じる商品として、fixed recovery CDS（信用事由が発生した場合、契約で決められた固定金額をプロテクションの売り手が支払うCDS）とリカバリースワップがある。

## 仕組み
CDSでは信用リスクの受け手が売り手と表記される一方、リカバリースワップでは回復率の変動リスクの受け手が買い手と表記される。
リカバリースワップでは契約期間中に参照資産に信用事由が発生しなかった場合、支払いも発生しない。信用事由が発生すると、売り手は契約上の回収率から計算した金額を受け取り、参照資産を買い手に引き渡す。これにより、売り手は契約時点で信用事由による損失を契約上の回収率に応じた損失に限定できる。この予め契約で定められた金額は現物決済のほか、実際の回収率と契約上の回収率の差額で差金決済する契約もある。リカバリースワップの相場値は契約上の回収率で表記される。
CDSとfixed recovery CDSを同時に取引することで、リカバリースワップのポジションを疑似的に作れる。

## 取引状況
2003年ごろより取引されるようになり、デフォルトに近いとみられる参照資産に対して細々と取引される程度だったが、2006年5月に国際スワップデリバティブ協会(ISDA)がリカバリースワップの取引テンプレートを発表し、標準化が図られた。2007年にはサブプライム住宅ローン危機を機に取引量が増大したが、2008年夏時点で約40、同年11月時点で約70社の債券を参照資産に取引されている程度であり、ビッド・アスク・スプレッドも大きかった。ISDAは2008年時点で市場規模の小ささを理由にリカバリースワップ市場のデータを収集していなかった。
リカバリースワップはシンセティックCDOに含まれうる商品の1つである。

## 関連文献
- Berd, Arthur M. (September 2005). "Recovery swaps". Journal of Credit Risk (英語). 1 (3): 61–70. doi:10.21314/JCR.2005.020. ISSN 1755-9723。